# Klatka (film 1989)
Klatka (org. Cage) – amerykański sensacyjny film akcji z 1989 roku w reż. Langa Elliotta.

## Opis fabuły
Rok 1969 podczas wojny w Wietnamie. Ostrzeliwana przez wroga grupa amerykańskich żołnierzy ewakuuje się z pola walki. Do śmigłowca udaje się dotrzeć tylko dwóm żołnierzom: Billy'emu i Scottowi. Obydwaj świetnie znają walki wręcz i nie mają sobie równych w starciu bezpośrednim – kładą przeciwników pokotem. Billy jako pierwszy dociera do maszyny. Leżąc w śmigłowcu trzyma za rękę zwisającego na zewnątrz rannego Scotta, jednak w ostatnim momencie boju sam zostaje ranny w głowę. Pomimo utraty przytomności nie wypuszcza ręki Scotta. Dzięki długotrwałej rehabilitacji Billy powraca do zdrowia, jednak uszkodzenie mózgu czyni z niego osobę niepełnosprawną umysłowo. Scott przez cały czas jest przy swoim przyjacielu i opiekuje się nim.
Mija dwadzieścia lat. Los Angeles roku 1989. Billy i Scott mieszkają razem – Scott opiekuje się niepełnosprawnym Billym, który uratował mu życie – i prowadzą nieduży bar. Pewnego dnia w ich barze przypadkiem zjawia się drobny rzezimieszek Tony Baccola wraz ze swoim gorylem Mario. Ma on poważne kłopoty finansowe – jest winny sporą sumę pieniędzy Chińczykowi Yinowi, który organizuje nielegalne walki ekstremalnego stylu MMA. Są to pojedynki polegające na walce na śmierć i życie dwóch zawodników zamkniętych w klatce. Nie obowiązują żadne reguły poza jedną – zawodnikom nie wolno używać żadnej broni. Yin wystawia do walk arcymistrza – Azjatę Changa, którego trudno pokonać. Zastanawiając się skąd zdobyć pieniądze na pokrycie długów jakie ma u Yina z tytułu przegranych walk, Baccola jest świadkiem jak w barze zjawia się grupa chuliganów pod wodzą "Diablo". Zostają oni szybko spacyfikowani przez Billy'ego i Scotta. Zachwycony ich skutecznością Baccola proponuje im walki w klatce i wabi dużymi gażami. Billy i Scott jednak odmawiają. Mając przysłowiowy "nóż na gardle", Baccola zleca "Diablo" spalenie baru. Zakłada, że wtedy, potrzebujący pieniędzy Billy i Scott zgodzą się na walki. Bar zostaje podpalony, w płomieniach ginie Meme – przyjaciółka Billy'ego i Scotta. Wkrótce po pożarze Baccola i jego goryl porywają Billy'ego i łudząc sporym zyskiem z wygranej, a co za tym idzie odbudową baru, namawiają do walki w klatce. Poszukując zaginionego przyjaciela, Scott trafia do siedziby bandy "Diablo" i od nich (używając broni) dowiaduje się o walkach organizowanych w chińskiej dzielnicy. Odnajduje również miejsce gdzie są one rozgrywane. Wchodząc do budynku zostaje obezwładniony i uwięziony przez goryli Yina. Akurat rozpoczyna się walka eliminacyjna Billy'ego i zawodnika wystawionego przez włoską mafię. Billy nie chce walczyć, jednak bezlitośnie atakowany bez trudu pokonuje swojego przeciwnika. Kolejnym jego rywalem ma być champion Yina, którego Billy pokonuje pomimo wyczerpania i kontuzji odniesionych w pierwszej walce. Yin nie daje jednak za wygraną, za wszelką cenę chce odzyskać pieniądze utracone na poprzednich walkach. Żąda od Billy'ego kolejnej walki z kolejnym zawodnikiem. Billy jest jednak wyczerpany i silnie kontuzjowany. Yin w wypadku odmowy grozi zabiciem Billy'ego, Scotta, Baccoli, Maria, dziennikarki Morgan Garrett (która próbowała po kryjomu robić reportaż o walkach) i świeżo zdemaskowanego agenta policji Tigera Joe. Wyzwanie przyjmuje Scott, który zgadza się walczyć w zamian za życie ich wszystkich. Stawką dla Yina jest milion dolarów postawiony przez włoskiego mafioso Costello. Scott wygrywa, a w finałowej scenie, kiedy ważą się losy Billy'ego, Scotta i ich przyjaciół oraz miliona dolarów, Yin i jego ludzie sięgają po broń. Dochodzi do strzelaniny pomiędzy gangsterami Yina a ludźmi Costello. W jej wyniku giną wszyscy gangsterzy oraz Baccola i jego goryl. Z opresji wychodzą cało Billy i Scott, dziennikarka oraz agent policji. Agent Joe powierza "bezpański" milion dolarów Billy'emu i Scottowi, a ci otwierają nowy bar.

## Obsada aktorska
- Lou Ferrigno – Billy
- Reb Brown – Scott
- Michael Dante – Tony Baccola
- Mike Moroff – Mario
- Marilyn Tokuda – dziennikarka Morgan Garrett
- Al Leong – agent policji Tiger Joe
- James Shigeta – Yin
- Branscombe Richmond – "Diablo"
- Tiger Chung Lee – Chang (champion Yina)
- Al Ruscio – Costello
- Matthias Hues – włoski champion Costello
- Daniel Martine – Mono (człowiek "Diablo")
- Rion Hunter – Chao (człowiek Yina)
- Jerry Potter – Teksańczyk
- Maggie Mae Miller – Meme
- Paul Sorensen – Matt
- Danny Trejo – (goryl Costello)

i inni.